# Willemspark (comedyserie)
Willemspark is een Nederlandse komische jeugdserie uit 2007, geregisseerd door Antoinette Beumer en Remy van Heugten over vier welvarende kinderen die opgroeien in de wijk Willemspark in Amsterdam-Zuid en het in hun ogen ook niet altijd makkelijk hebben.

## Rolverdeling
| Acteur            | Personage | Opmerkingen        |
| ----------------- | --------- | ------------------ |
| Lisa Smit         | Annabel   |                    |
| Sophie Wortelboer | Hazel     |                    |
| Jasper Oldenhof   | Olivier   |                    |
| Abe Dijkman       | Mees      |                    |
| Hajo Bruins       | Philip    | vader van Annabel  |
| Mirjan de Rooij   | Chantal   | moeder van Hazel   |
| Tamar Baruch      | Christine | moeder van Olivier |
| Carola Arons      | Tanya     | Au pair            |

## Afleveringen
| afl. | titel                  | datum            |
| ---- | ---------------------- | ---------------- |
| 1    | Plankje                | 8 februari 2007  |
| 2    | Borsten                | 15 februari 2007 |
| 3    | Die Gedanken sind frei | 22 februari 2007 |
| 4    | Annabel in mineur      | 1 maart 2007     |
| 5    | Rijstkorrel            | 8 maart 2007     |
| 6    | Rijkeluiskinderen      | 15 maart 2007    |
| 7    | Haute cruisine         | 22 maart 2007    |
| 8    | Valentijn              | 29 maart 2007    |